# Edward Żentara
Edward Żentara (* 18. März 1956 in Sianów; † 25. Mai 2011 in Tarnów) war ein polnischer Schauspieler und Regisseur.

## Leben
Edward Żentara begann seine schauspielerische Karriere 1978 in der Fernsehserie Familie Polaniecki. Sein Bühnendebüt hatte er ein Jahr später am Osterwa-Teatr in Lublin. 1980 schloss er sein Schauspielstudium an der polnischen Filmhochschule Łódź ab. Er erhielt danach ein Engagement am Polski Teatr in Warschau. Von 1983 bis 1990 spielte er am Stary Teatr in Krakau. Insbesondere in den 1980er Jahren war Żentara häufig in Kino- und Fernsehproduktionen zu sehen. Zu seinen wichtigsten Rollen gehörte die des Schriftstellers Janek Pradera in Witold Leszczyńskis Die Ballade von der Axt (1985). 

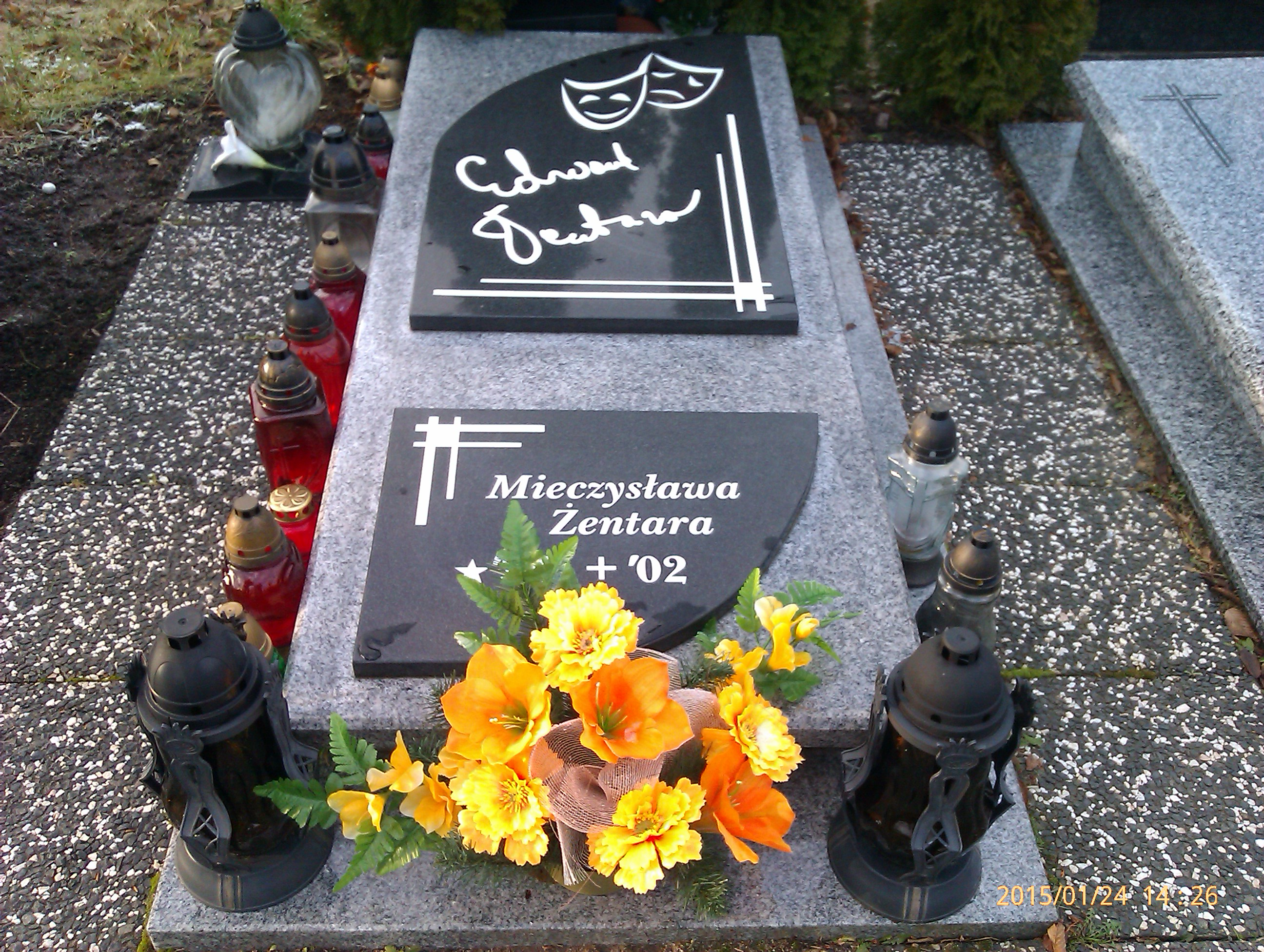
Grab von Edward Żentara auf dem Friedhof von Koszalin.

Er trat auch in ausländischen Produktionen auf, spielte die Hauptrolle des Barons Rumata in Peter Fleischmanns Science-Fiction-Film Es ist nicht leicht ein Gott zu sein (1990) und die Titelrolle des polnischen Märtyrers Maksymilian Kolbe in Krzysztof Zanussis Leben für Leben (1990).
Seit 2008 war er Direktor des Theaters in Tarnów. Er nahm sich im Alter von 55 Jahren das Leben. Sein Sohn Mikołaj ist Sänger in der polnischen Black-Metal-Band Mgła.

## Filmografie (Auswahl)
- 1978: Familie Polaniecki (Rodzina Połanieckich)
- 1982: Die Herberge (Austeria)
- 1983: Blutiger Schnee (Wedle wyroków twoich...)
- 1984: Drei Mühlen (Trzy młyny)
- 1985: Oberst Redl
- 1985: Die Ballade von der Axt (Siekierezada)
- 1985: K.u.K. Deserteure (C. K. Dezerterzy)
- 1986: Siegfried (Zygfryd)
- 1986: Glück im Herbst (Jesienią o szczęściu)
- 1987: Erosbogen (Łuk Erosa)
- 1990: Es ist nicht leicht, ein Gott zu sein
- 1990: Ay Carmela! – Lied der Freiheit (¡Ay Carmela!)
- 1991: Leben für Leben – Maximilian Kolbe (Życie za życie: Maksymilian Kolbe)
- 1992: Enak
- 1993: Alaska Kid
- 1993: Bruno Schulz – Republik der Träume
- 1995: Die Abenteuer des Arsène Lupin: Das Geschenk des Kaisers (Le retour d’Arsène Lupin: La tabatière de l'empereur)